# 1929 في المملكة المتحدة
فيما يلي قوائم الأحداث التي وقعت خلال عام 1929 في المملكة المتحدة.

## سياسة

### تعيين في المنصب
- 5 يونيو – رامزي ماكدونالد رئيس وزراء المملكة المتحدة، زعيم مجلس العموم [الإنجليزية]‏.
- 5 يونيو – ستانلي بلدوين زعيم معارضة.
- 7 يونيو – آرثر هندرسون وزير الدولة للشؤون الخارجية وشؤون الكومنولث [الإنجليزية]‏.
- 7 يونيو – سيدني ويب وزارة المستعمرات في بريطانيا، Secretary of State for Dominion Affairs [الإنجليزية]‏.
- 7 يونيو – وليم آدمسون وزير الدولة لشؤون اسكتلندا [الإنجليزية]‏.
- 8 يونيو – مارغريت بوندفيلد وزير الدولة لشؤون العمل والمعاشات [الإنجليزية]‏.

### انتهاء فترة المنصب
- 4 يونيو – أوستن شامبرلين وزير الدولة للشؤون الخارجية وشؤون الكومنولث [الإنجليزية]‏.
- 4 يونيو – ونستون تشرشل مستشار الخزانة.
- 5 يونيو – رامزي ماكدونالد زعيم معارضة.
- 5 يونيو – ستانلي بلدوين رئيس وزراء المملكة المتحدة.

## رياضة
- 1 يناير – بطولة ويمبلدون 1929

## ظهور
- 1 يناير – شركاء في الجريمة كتاب من تأليف أجاثا كريستي.
- 1 يناير – لغز المنبهات السبعة كتاب من تأليف أجاثا كريستي.

## كتب
من الكتب التي صدرت هذه السنة في المملكة المتحدة:
- 1 يناير – شركاء في الجريمة من تأليف أجاثا كريستي.
- 1 يناير – غرفة تخص المرء وحده من تأليف فرجينيا وولف.
- 24 يناير – لغز المنبهات السبعة من تأليف أجاثا كريستي.

## مواليد

### يناير
- 12 يناير – ألسدير ماكنتاير
- 25 يناير – روبير فوريسون
- 31 يناير – جين سيمونز

### فبراير
- 15 فبراير – جيرالد هاربر ممثل بريطاني.
- 15 فبراير – غراهام هيل
- 17 فبراير – نيكولاس رايدلي سياسي بريطاني.
- 18 فبراير – لين ديتون كاتب إنجليزي.
- 27 فبراير – باتريشيا وارد هيلز لاعبة كرة مضرب بريطانية.

### مارس
- 3 مارس – فرانك نيجل هبر عالم نبات من المملكة المتحدة.
- 20 مارس – هاربرت ويلسن فيزيائي بريطاني.
- 23 مارس – إدي سميث لاعب كرة قدم من المملكة المتحدة.
- 23 مارس – روجر بانستر عدَّاء وطبيب وأكاديمي بريطاني.
- 27 مارس – سيبيل كريستوفر ممثلة بريطانية.

### أبريل
- 4 أبريل – جيمي آدمسون لاعب كرة قدم إنجليزي.
- 5 أبريل – نايجل هوثورن ممثل بريطاني.
- 10 أبريل – مايك هاوثورن سائق فورمولا 1 من المملكة المتحدة.
- 22 أبريل – مايكل عطية رياضياتي بريطاني.
- 24 أبريل – ديريك جونز لاعب كرة قدم إنجليزي.
- 29 أبريل – جيرمي ثورب سياسي من المملكة المتحدة.

### مايو
- 15 مايو – أندرو بيرتي
- 29 مايو – بيتر هيغز فيزيائي بريطاني.

### يونيو
- 3 يونيو – بيلي وليامز
- 6 يونيو – سونيل دوت

### يوليو
- 2 يوليو – جلان ويلسون لاعب كرة قدم بريطاني.

### سبتمبر
- 7 سبتمبر – جيف هال لاعب كرة قدم من المملكة المتحدة.
- 8 سبتمبر – روجير بيرن لاعب كرة قدم إنجليزي.
- 15 سبتمبر – جون جوليوس نورويتش مؤرخ بريطاني.
- 17 سبتمبر – ستيرلنغ موس سائق فورمولا 1 من المملكة المتحدة.
- 18 سبتمبر – إليزابيث وليامز ممثلة بريطانية.
- 21 سبتمبر – بيرنارد ويليامز

### أكتوبر
- 16 أكتوبر – ايفور التشورتش لاعب كرة قدم ويلزي.
- 28 أكتوبر – جوان بلاورايت ممثلة بريطانية.

### نوفمبر
- 9 نوفمبر – إريك طومسون ممثل إنجليزي.
- 27 نوفمبر – أريك بيل لاعب كرة قدم إنجليزي.

### ديسمبر
- 12 ديسمبر – بيلاي سيمبسون لاعب كرة قدم بريطاني.
- 12 ديسمبر – جون أوسبورن

## وفيات

### يناير
- 1 يناير – هربرت روبنسون (مواليد 1874)
- 7 يناير – هنري آرثر جونز (مواليد 1851)
- 13 يناير – هنري جون هورستمان فنتون (مواليد 1854) كيميائي بريطاني.
- 24 يناير – ويلفريد باديلي (مواليد 1872)

### فبراير
- 1 فبراير – ألكسندر أوغستون (مواليد 1844)

### أبريل
- 21 أبريل – وليام سبري (مواليد 1864) سياسي أمريكي.

### مايو
- 21 مايو – أرشيبالد بريمروز (مواليد 1847) سياسي بريطاني.

### يونيو
- 16 يونيو – أولدفيلد توماس (مواليد 1858)

### يوليو
- 1 يوليو – ويليام سيمز أندروز (مواليد 1847)

### أغسطس
- 13 أغسطس – راي لانكستر (مواليد 1847)
- 14 أغسطس – جيوفري سكوت (مواليد 1884)

### سبتمبر
- 27 سبتمبر – جوني هيل (مواليد 1905) ملاكم من المملكة المتحدة.

### ديسمبر
- 10 ديسمبر – فريدريك ابيرلن (مواليد 1843) ضابط شرطة من المملكة المتحدة.